# Vincetoxicum sakesarense
Vincetoxicum sakesarense är en oleanderväxtart som beskrevs av S.I. Ali och S. Khatoon. Vincetoxicum sakesarense ingår i släktet tulkörter, och familjen oleanderväxter. Inga underarter finns listade i Catalogue of Life.